# Frank Scholten

Frank Scholten mit Tarbusch, 1925

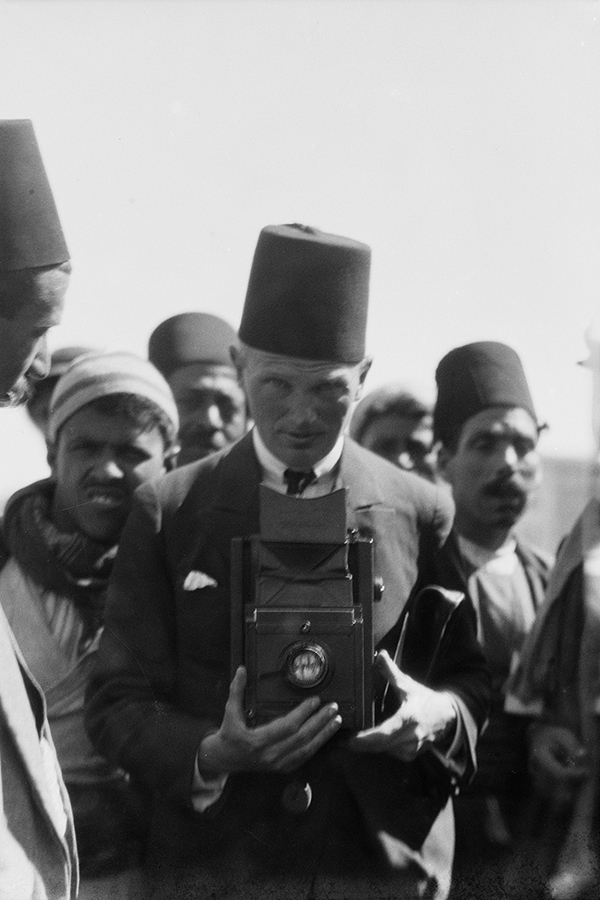
Selbstporträt im Spiegel (1921–1923)

Frank Scholten (* 30. August 1881 in Amsterdam; † 29. August 1942 in Leiden) war ein niederländischer Fotograf, er hinterließ 12.000 entwickelte Fotografien und 14.000 Negative. Besonders bedeutend ist sein fotografischer Nachlass zum Nahen Osten.

## Leben
Frank Scholten wurde in eine wohlhabende Familie geboren und in Berlin in einem liberalen Sinne erzogen. Sein Vater und Großvater waren in der Unternehmensführung der Bank Nachenius Tjeenk tätig, seine Mutter trug das Adelsprädikat Jonkvrouw. Die Niederlande unterlag damals der von den Calvinisten angeführten gesellschaftlichen Neuordnung der Verzuiling.
In Berlin stand Scholten 1910, vermutlich durch Vermittlung des niederländischen Homosexuellen-Vorkämpfers Jacob Anton Schorer (1866–1957), in Kontakt mit Magnus Hirschfeld. Eine freundschaftliche Beziehung verband ihn besonders mit Geertje Pooyar in Volendam. In Amsterdam frequentierte er den freizügigen Stadtteil De Pijp. Kurz nach dem Tod des Vaters verließ er das Elternhaus, das Verhältnis zu seiner Stiefmutter war angespannt. Trotz seiner Herkunft aus der Elite der Niederlande sah er sich als Homosexueller auch als gesellschaftlicher Außenseiter. Mit der familiären Tradition brechend, konvertierte er vermutlich vor seiner Abreise ins östliche Mittelmeer vom Protestantismus zum Katholizismus. Wiederholt kam er wegen Homosexualität mit dem Gesetz in Konflikt, so wurde ihm vorgeworfen, junge Soldaten auf Zügen und im Hauptbahnhof von Amsterdam angesprochen zu haben. In Abwesenheit wurde er deshalb zu zwei Jahren Haft verurteilt.
Sein Vermögen gab Scholten große künstlerische Freiheit als Fotograf. Erste erhaltene Aufnahmen von seiner Hand stammen aus der Zeit des Ersten Weltkriegs in den Niederlanden, es entstanden in den 1920er Jahren Aufnahmen in Deutschland, der Schweiz, in Italien und Griechenland. Vom 8. Juni 1921 bis 30. November 1923 verbrachte er etwas mehr als zwei Jahre in Mandats-Palästina, insbesondere in Jaffa und Tel Aviv. Nach Palästina war er in Begleitung seiner 6.000 Bände zählenden privaten Bibliothek gereist. Seine Reisen führten ihn auch in das Gebiet des französischen Völkerbundsmandats für Syrien und Libanon und Transjordaniens. Mit seiner Kamera näherte er sich Menschen unterschiedlichster Herkunft und Religion. Als Katholik pflegte er Kontakte zur École biblique et archéologique française in Jerusalem. Später entstanden Aufnahmen in Frankreich und Großbritannien. Seine Herangehensweise als Fotograf war dokumentarisch.
1942 starb Scholten an den Spätfolgen eines Autounfalls. Sein fotografischer Nachlass über den Nahen Osten ging an das Nederlands Instituut voor het Nabije Oosten (NINO; das Niederländische Institut für den Nahen Osten). Er umfasst zahlreiche Unterlagen und Korrespondenz mit Bezug zu seiner Nahost-Reise, darunter Aufzeichnungen für ein 16-bändiges Fotoalbum mit dem Titel La Palestine illustrée. Davon erschienen zwei Bände in vier Sprachen. Seine Absicht war es gewesen, eine fotografisch illustrierte Bibel zu erarbeiten. In Israel wird Scholten heute ein wachsendes Forschungsinteresse zuteil.

## Bildauswahl

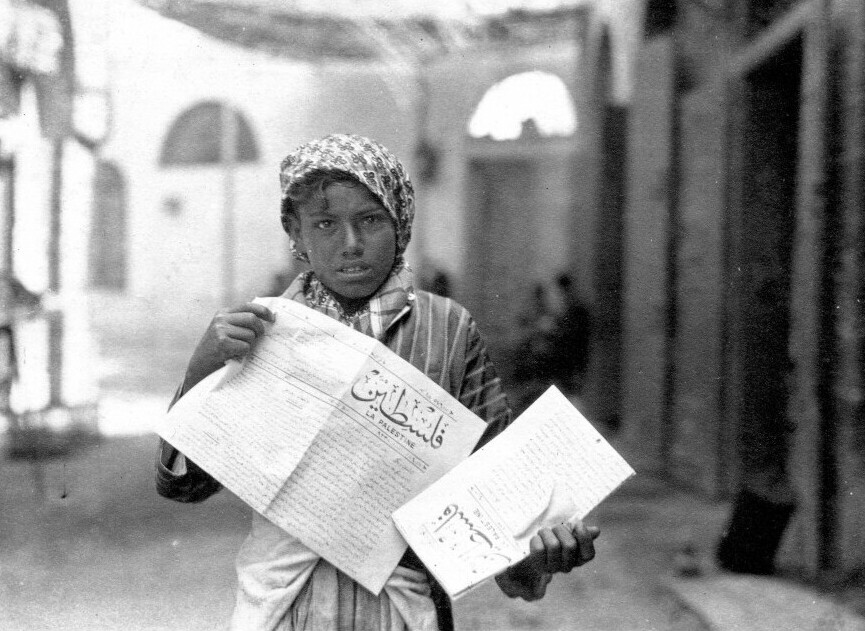
Straßenverkäuferin der Zeitung Filastin, Jaffa 1921
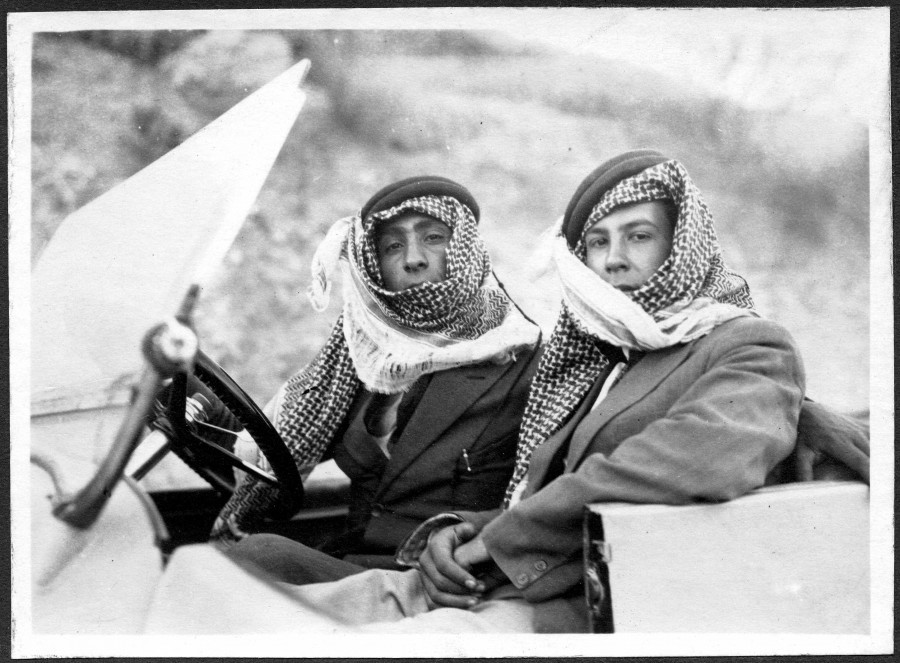
Zwei Jungen mit Auto (1921–1923)
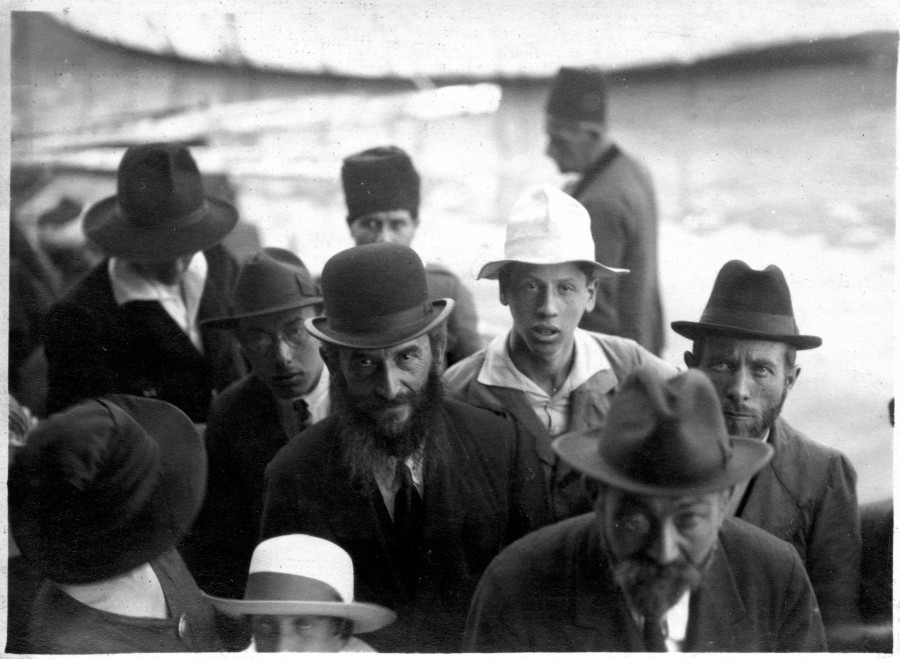
Jüdische Einwanderer und Zollbeamte in Jaffa (1921–1923)
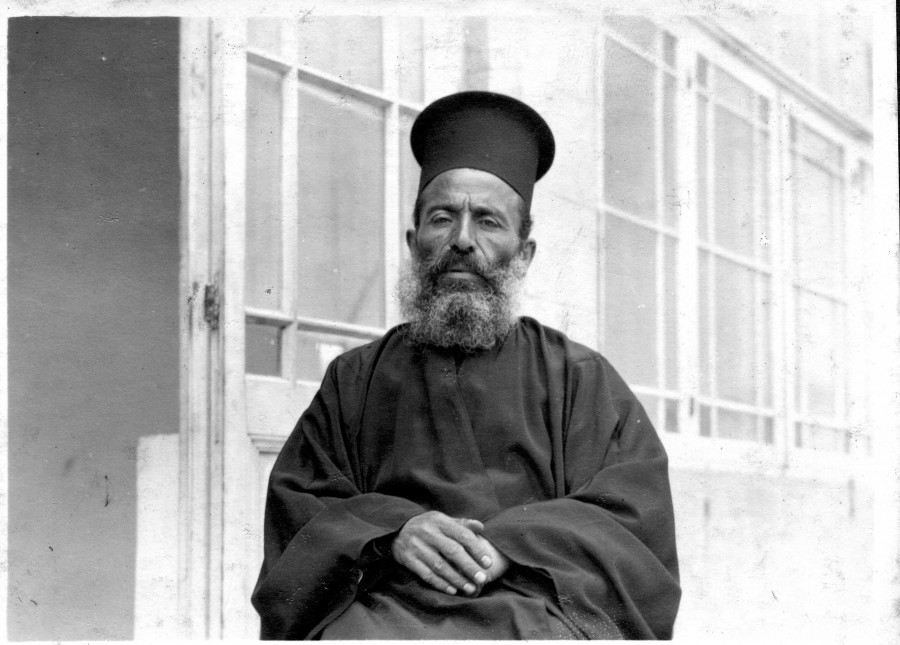
Ein melekitischer Priester in Jaffa  (1921–1923)
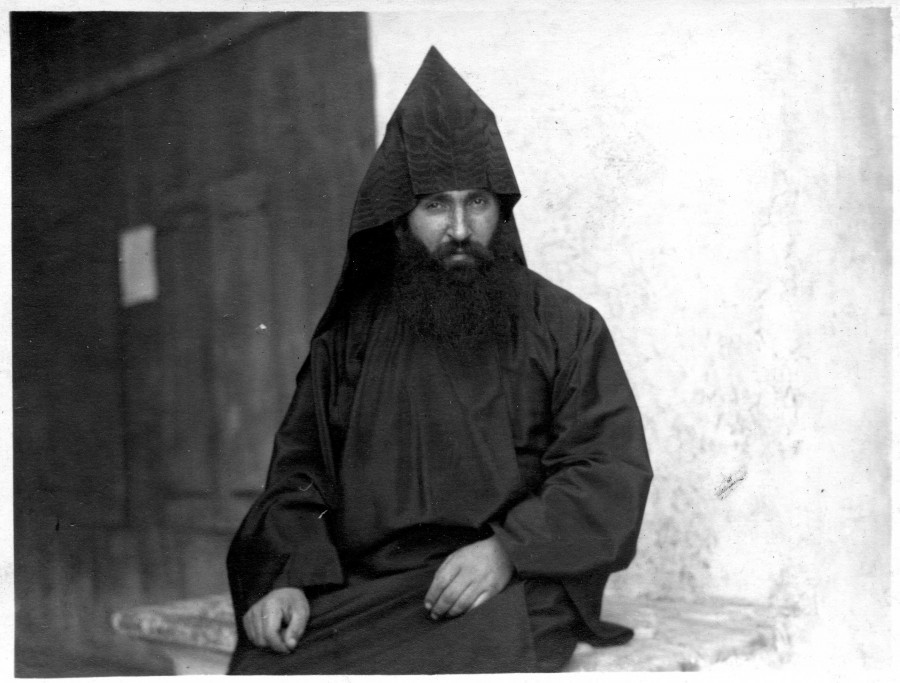
Ein armenischer Priester in Jaffa (1921–1923)
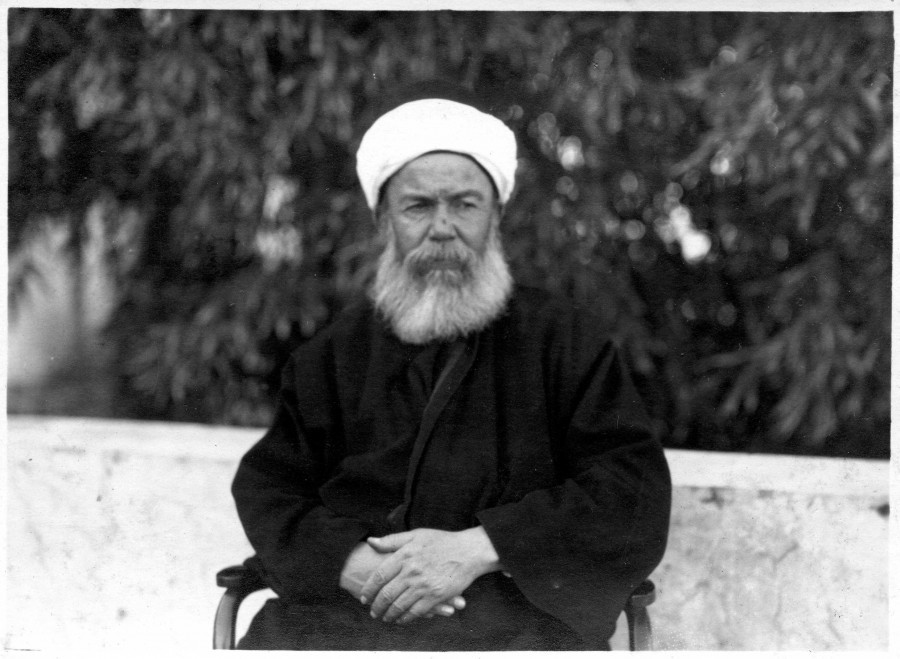
Ein Richter in Jaffa (1921–1923)
Zwei Frauen in Jaffa (1921–1923)
Spieler des Maccabi Tel Aviv (1921–1923)
Orangenhändler in Jaffa (1921–1923)
Vier Frauen in Jaffa (1921–1923)
Jugendlicher in Jaffa (1921–1923)
Ein jüdischer Junge in Jerusalem (1921–1923)

## Schriften

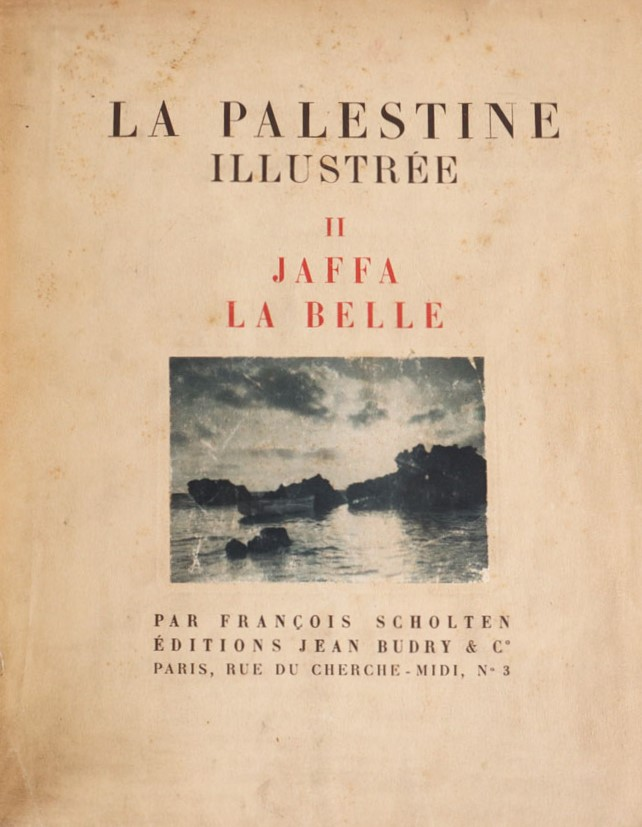
La Palestine illustrée. Vol. II : Jaffa la Belle, Jean Budry & Cie., Paris 1929

- La Palestine Illustrée. Tableau complet de la terre Sainte par la photographie, Évoquant les souvenirs de la bible, du talmud et du coran, et se rapportant au passé comme au présent. Vol. I: La Porte d’entrée Jaffa; Vol. II: Jaffa la Belle. Paris: Jean Budry Éditeur, 1929.
- Palästina. Bibel, Talmud, Koran. Eine vollständige Darstellung aller Textstellen in eigenen künstlerischen Aufnahmen aus der Gegenwart und Vergangenheit des Heiligen Landes. Vol. I: Die Eingangspforte Jaffa; Vol. II: Jaffa, die Schöne. Stuttgart: Julius Hoffmann, 1930.
- Palestine Illustrated. Including references to passages illustrated in the Bible, the Talmud and the Koran. Vol. I: The Gate of Entrance; Vol. II: Jaffa the Beautiful. London: Longmans, 1931.
- Palestina. Bijbel, Talmud, Koran. Een volledige illustratie van alle teksten door middel van eigen artistieke foto’s uit het heden en verleden van het Heilig Land. Vol. I: Jaffa de toegangspoort. Leiden: Sijthoff, 1935.